# Detlef Merten
Detlef Merten (* 29. November 1937 in Berlin) ist ein deutscher Rechtswissenschaftler.

## Leben
Merten studierte Rechts-, Staats- und Wirtschaftswissenschaften und promovierte 1963 zum Doktor der Verwaltungswissenschaften (Dr. rer. pol.) sowie 1969 zum Doktor der Rechtswissenschaften (Dr. jur.). 1971 folgte die Habilitation an der Juristischen Fakultät der Freien Universität Berlin. Ab 1972 war der mittlerweile emeritierte Merten Professor für Öffentliches Recht, insbesondere Wirtschaftsverwaltungsrecht und Sozialrecht an der Deutschen Hochschule für Verwaltungswissenschaften Speyer. Von 1974 bis 1983 war er als nebenamtlicher Richter am Oberverwaltungsgericht Rheinland-Pfalz tätig; von 1983 bis 2007 war er Mitglied des Verfassungsgerichtshofes Rheinland-Pfalz. Von 1977 bis 1979 war Merten zudem Rektor der DHV Speyer und von 1995 bis 1997 Mitglied der Reformkommission zur Größe des Bundestages.
Im September 2019 gehörte er zu den etwa 100 Staatsrechtslehrern, die sich mit dem offenen Aufruf zum Wahlrecht Verkleinert den Bundestag! an den Deutschen Bundestag wandten.

## Auszeichnungen
- 1998: Bundesverdienstkreuz 1. Klasse
- 1999: Großes Goldenes Ehrenzeichen für Verdienste um die Republik Österreich[2]
- 2005: Goldenes Ehrenzeichen für Verdienste um das Land Wien
- 2007: Verdienstorden des Landes Rheinland-Pfalz
- Österreichisches Ehrenkreuz für Wissenschaft und Kunst I. Klasse

## Publikationen
- mit Siegfried Magiera, Matthias Niedobitek und Karl-Peter Sommermann Hrsg.: Schriften zum Europäischen Recht (EUR). Duncker & Humblot, Berlin.